# Martika
Martika, właśc. Marta Marrero (ur. 18 maja 1969 w Whittier) – amerykańska piosenkarka pop i aktorka pochodzenia kubańskiego.

## Życiorys
Martika urodziła się w Whittier w Kalifornii (USA) w rodzinie kubańskich emigrantów z Hawany. Zdobyła popularność jako aktorka dziecięca występująca w m.in. serialu Kids Incorporated i filmie Annie.
W 1988 roku piosenkarka wydała swój pierwszy album pt. Martika. Album odniósł duży sukces komercyjny – dotarł do 15. miejsca na liście Billboard 200 i do 11. miejsca na brytyjskiej liście przebojów. Największym przebojem zarówno z tego albumu, jak i z całej kariery artystki był utwór "Toy Soldiers", który dotarł do 1. miejsca na amerykańskiej liście Billboard, pokonując w tym czasie m.in. drugi singiel Madonny z płyty Like a Prayer, oraz do 5. miejsca w Wielkiej Brytanii. Pozostałe single piosenkarki z tego albumu jak "I Feel The Earth Move" oraz "Water" nie odniosły już tak spektakularnych sukcesów.
Drugi i ostatni studyjny album Martiki, Martika's Kitchen, został wydany w 1991 roku. Pomimo współpracy między innymi z Prince'em, który skomponował i wyprodukował cztery piosenki z albumu, w tym balladę "Love... Thy Will Be Done", album okazał się komercyjną porażką w Stanach Zjednoczonych – osiągnął zaledwie 111. miejsce na liście Billboard 200. Na pozostałych rynkach muzycznych album radził sobie lepiej (lecz nadal gorzej niż debiutancki album), osiągając m.in. 15. miejsce w Wielkiej Brytanii czy 9. miejsce w Australii.
Ostatecznie Martika wycofała się z życia publicznego po zakończeniu trasy koncertowej w Hiszpanii w 1992 roku. Swoją decyzję tłumaczyła "wypaleniem artystycznym i przytłoczeniem sławą".
W 1997 ukazał się album More Than You Know: The Best Of Martika, wydawnictwo podsumowujące dwupłytowy dorobek piosenkarki, na którym znalazły się również remiksy i nowe wersje starych hitów Martiki.
Około 2000 roku, w okresie wzrostu popularności muzyki latynoskiej na świecie, Martika powróciła do branży muzycznej, głównie pisząc teksty i udzielając się w chórkach różnych wykonawców. Nie udało jej się jednak wydać nowego autorskiego materiału – żadna wytwórnia nie była zainteresowana wydaniem albumu wokalistki.
W 2003 roku Martika stworzyła wraz ze swym mężem Michaelem Mozartem zespół Oppera, w której za główny nurt muzyczny przyjęli rock. Grupa wydała dwa studyjne albumy – Violence (2004) i Oppera (2005), oba wydane nakładem niezależnej wytwórni Dunda Chief.
W 2004 roku Eminem wydał singiel "Like Toy Soldiers", w którym wykorzystano sampel pochodzący z utworu "Toy Soldiers" Martiki. Singiel Eminema okazał się znaczącym sukcesem, dotarł do 1. miejsca brytyjskiej listy przebojów. Na fali popularności utworu w 2005 roku został wydany drugi album kompilacyjny piosenkarki Toy Soldiers: The Best Of Martika.
W październiku 2011 roku Martika otworzyła swoją nową stronę internetową oraz zaczęła publikować wideoblogi zapowiadające nadchodzący nowy studyjny album. W listopadzie 2011 roku ogłosiła, że nowy album zatytułowany The Mirror Ball zostanie wydany wiosną następnego roku i będzie zawierał głównie utwory z gatunków pop i dance. Jednak po wydaniu zaledwie jednego singla, "Flow With the Go", premiera albumu została zawieszona.

## Dyskografia

### Albumy
- 1988 – Martika
- 1991 – Martika's Kitchen
- 1997 – More Than You Know: The Best Of Martika
- 2005 – Toy Soldiers: The Best Of Martika

### Single
| Rok  | Tytuł                    | Pozycja na Liście |
| Rok  | Tytuł                    | LP3               |
| ---- | ------------------------ | ----------------- |
| 1988 | More Than You Know       | -                 |
| 1989 | Toy Soldiers             | 1                 |
| 1989 | I Feel the Earth Move    | 2                 |
| 1990 | Water                    | -                 |
| 1991 | Love… Thy Will Be Done   | 18                |
| 1991 | Martika's Kitchen        | -                 |
| 1992 | Coloured Kisses          | -                 |
| 1993 | Safe in the Arms of Love | -                 |
| 2012 | Flow With The Go         | -                 |